# Lignes Syriennes du Chemin de fer de Bagdad
| Spurweite: | 1435 mm (Normalspur) |                            |                            |
| |                      |                            |                            |
| \| \| 59,7 \| Çöbanbey \| Çöbanbey \| \| \| \| Staatsgrenze Türkei–Syrien \| \| \| \| 0,0 \| Meydan Ekbaz \| Meydan Ekbaz \| \| \| 9,8 \| Radschu \| Radschu \| \| \| 15,3 \| Kurt-Kulac \| Kurt-Kulac \| \| \| 26,5 \| Afrin \| Afrin \| \| \| 32,3 \| Qafr Dschanna \| Qafr Dschanna \| \| \| 36,6 \| Qatma \| Qatma \| \| \| 43,1 \| Izaz \| Izaz \| \| \| 49,3 \| Tall Rifaat \| Tall Rifaat \| \| \| 75,3 \| Asras \| Asras \| \| \| \| Al-Tschachba-Zementfabrik \| \| \| \| \| \| \| \| \| 45,0 \| Al-Ra’i \| Al-Ra’i \| \| \| 32,1 \| Achterin \| Achterin \| \| \| 16,5 \| Ta’an \| Ta’an \| \| \| \| \| \| \| \| 85,5 0,0 \| Muslimiye \| Muslimiye \| \| \| \| Arabian Cement Co. \| \| \| \| \| Babennes Zementfabrik \| \| \| \| \| Halab Kokerei \| \| \| \| 100,1 \| Aleppo \| Aleppo \| |                      |                            |                            |
| Strecke · Bahnhof (Strecke außer Betrieb) | 59,7                 | Çöbanbey                   | Çöbanbey                   |
| Grenze · Grenze (Strecke außer Betrieb) |                      | Staatsgrenze Türkei–Syrien | Staatsgrenze Türkei–Syrien |
| Bahnhof · Strecke (außer Betrieb) | 0,0                  | Meydan Ekbaz               | Meydan Ekbaz               |
| Bahnhof · Strecke (außer Betrieb) | 9,8                  | Radschu                    | Radschu                    |
| Bahnhof · Strecke (außer Betrieb) | 15,3                 | Kurt-Kulac                 | Kurt-Kulac                 |
| Bahnhof · Strecke (außer Betrieb) | 26,5                 | Afrin                      | Afrin                      |
| Bahnhof · Strecke (außer Betrieb) | 32,3                 | Qafr Dschanna              | Qafr Dschanna              |
| Bahnhof · Strecke (außer Betrieb) | 36,6                 | Qatma                      | Qatma                      |
| Bahnhof · Strecke (außer Betrieb) | 43,1                 | Izaz                       | Izaz                       |
| Bahnhof · Strecke (außer Betrieb) | 49,3                 | Tall Rifaat                | Tall Rifaat                |
| Bahnhof · Strecke (außer Betrieb) | 75,3                 | Asras                      | Asras                      |
| Abzweig geradeaus und von rechts · Strecke (außer Betrieb) |                      | Al-Tschachba-Zementfabrik  | Al-Tschachba-Zementfabrik  |
| Abzweig geradeaus und ehemals von links · Strecke (außer Betrieb) |                      |                            |                            |
| Strecke · Bahnhof (Strecke außer Betrieb) | 45,0                 | Al-Ra’i                    | Al-Ra’i                    |
| Strecke · Bahnhof (Strecke außer Betrieb) | 32,1                 | Achterin                   | Achterin                   |
| Strecke · Bahnhof (Strecke außer Betrieb) | 16,5                 | Ta’an                      | Ta’an                      |
| Verschwenkung nach links · Verschwenkung nach rechts (Strecke außer Betrieb) |                      |                            |                            |
| Bahnhof | 85,5 0,0             | Muslimiye                  | Muslimiye                  |
| Abzweig geradeaus und nach rechts |                      | Arabian Cement Co.         | Arabian Cement Co.         |
| Abzweig geradeaus und ehemals von rechts |                      | Babennes Zementfabrik      | Babennes Zementfabrik      |
| Abzweig geradeaus und ehemals von rechts |                      | Halab Kokerei              | Halab Kokerei              |
| Bahnhof | 100,1                | Aleppo                     | Aleppo                     |

| Spurweite: | 1435 mm (Normalspur) |                                  |                                  |
| |                      |                                  |                                  |
| \| \| 498,6 \| Nusaybin \| Nusaybin \| \| \| \| Staatsgrenze Türkei–Syrien \| \| \| \| 503,7 \| Qamischli 2 \| Qamischli 2 \| \| \| \| von Qamischli 1 \| \| \| \| 510,0 \| Tell Ziuane \| Tell Ziuane \| \| \| 529,0 \| Kabur al-Bid \| Kabur al-Bid \| \| \| 551,0 \| Umm-Qaif-Fawkani \| Umm-Qaif-Fawkani \| \| \| 552,0 \| Demir Kapi \| Demir Kapi \| \| \| 562,0 \| Tell Hadsch \| Tell Hadsch \| \| \| 586,7 \| Al-Yarubie früher: Tell Kotschek \| Al-Yarubie früher: Tell Kotschek \| \| \| \| Staatsgrenze Syrien–Irak \| \| \| \| \| nach Bagdad \| \| |                      |                                  |                                  |
| Kopfbahnhof Strecke ab hier außer Betrieb | 498,6                | Nusaybin                         | Nusaybin                         |
| Grenze (Strecke außer Betrieb) |                      | Staatsgrenze Türkei–Syrien       | Staatsgrenze Türkei–Syrien       |
| Betriebs-/Güterbahnhof Strecke bis hier außer Betrieb | 503,7                | Qamischli 2                      | Qamischli 2                      |
| Abzweig geradeaus, nach rechts und von rechts |                      | von Qamischli 1                  | von Qamischli 1                  |
| Dienststation / Betriebs- oder Güterbahnhof | 510,0                | Tell Ziuane                      | Tell Ziuane                      |
| Bahnhof | 529,0                | Kabur al-Bid                     | Kabur al-Bid                     |
| Bahnhof | 551,0                | Umm-Qaif-Fawkani                 | Umm-Qaif-Fawkani                 |
| Bahnhof | 552,0                | Demir Kapi                       | Demir Kapi                       |
| ehemaliger Bahnhof | 562,0                | Tell Hadsch                      | Tell Hadsch                      |
| Bahnhof | 586,7                | Al-Yarubie früher: Tell Kotschek | Al-Yarubie früher: Tell Kotschek |
| Grenze |                      | Staatsgrenze Syrien–Irak         | Staatsgrenze Syrien–Irak         |
| Strecke |                      | nach Bagdad                      | nach Bagdad                      |

Die Lignes Syriennes du Chemin de fer de Bagdad (LSB) waren ab 1933 Infrastrukturbetreiber für den in Syrien gelegenen Abschnitt der Bagdadbahn.

## Geschichte
Nachdem 1933 das Teilstück der Bagdadbahn zwischen Adana und Fevzipaşa von der türkischen Staatsbahn Türkiye Cumhuriyeti Devlet Demiryolları (TCDD) übernommen worden war, wurde die Rechtsvorgängerin der LSB, die französisch-syrische Société d’Exploitation des Chemins de fer Bozanti – Alep – Nissibie et Prolongements, zum 1. Juli 1933 aufgelöst. An ihre Stelle trat als Infrastrukturbetreiber für die auf syrischem Gebiet verbleibenden Strecken die LSB. Betriebsführerin, also Eisenbahnverkehrsunternehmen, auf diesen Strecken wurde die französisch-syrische Gesellschaft Société du Chemin de fer Damas–Hamah et Prolongements (D.H.P.).

## Strecken
Die LSB betrieb die Strecken:
- Meydan Ekbaz – Muslimiye,
- Muslimiye – Aleppo und
- Muslimiye – Çobanbey

Zum 2. Mai 1935 trat, nach deren Eröffnung, die 81 km lange Strecke
- Nusaybin – Tel Kotschek (Al-Yarubie)

zu dem von der LSB verwalteten Netz hinzu. Betrieben wurde auch dieser Streckenabschnitt von der D.H.P., im Inselbetrieb.

## Ende
1956 verstaatlichte Syrien – abgesehen von der Hedschasbahn, die der rechtlichen Sonderform des Waqf unterliegt – die Eisenbahnen in seinem Hoheitsbereich. Die LSB ging in der Chemins de fer Syriens (CFS) auf.